# Malatya
Malatya (în latină Melitene) este un oraș din Turcia.